# Équipe d'Uruguay de football à la Copa América 1949
 (septembre 2024).
Si vous disposez d'ouvrages ou d'articles de référence ou si vous connaissez des sites web de qualité traitant du thème abordé ici, merci de compléter l'article en donnant les références utiles à sa vérifiabilité et en les liant à la section « Notes et références ».
L'équipe d'Uruguay de football à la Copa América 1949 participe à sa 20e Copa América lors de cette édition 1949 qui se tient au Brésil du 30 novembre au 3 avril au 11 mai 1949.

## Résultats

### Premier tour
Les huit équipes participantes sont réunies au sein d'une poule unique où chaque formation rencontre une fois ses adversaires. À l'issue des rencontres, l'équipe classée première remporte la compétition.
|   | Équipe   | Pts | J | G | N | P | BP | BC | Diff |
| - | -------- | --- | - | - | - | - | -- | -- | ---- |
| 1 | Brésil   | 12  | 7 | 6 | 0 | 1 | 39 | 7  | +32  |
| 2 | Paraguay | 12  | 7 | 6 | 0 | 1 | 21 | 6  | +15  |
| 3 | Pérou    | 10  | 7 | 5 | 0 | 2 | 20 | 13 | +7   |
| 4 | Bolivie  | 8   | 7 | 4 | 0 | 3 | 13 | 24 | -11  |
| 5 | Chili    | 5   | 7 | 2 | 1 | 4 | 10 | 14 | -4   |
| 6 | Uruguay  | 5   | 7 | 2 | 1 | 4 | 14 | 20 | -6   |
| 7 | Équateur | 2   | 7 | 1 | 0 | 6 | 7  | 21 | -14  |
| 8 | Colombie | 2   | 7 | 0 | 2 | 5 | 4  | 23 | -19  |

| 13 avril | Uruguay | 3 | 2 | Équateur |
| 17 avril | Bolivie | 3 | 2 | Uruguay  |
| 20 avril | Uruguay | 2 | 1 | Paraguay |
| 25 avril | Uruguay | 2 | 2 | Colombie |
| 30 avril | Brésil  | 5 | 1 | Uruguay  |
| 4 mai    | Pérou   | 4 | 3 | Uruguay  |
| 8 mai    | Chili   | 3 | 1 | Uruguay  |

### Matchs
| 13 avril 1949 | Uruguay                      | 3 – 2 | Équateur                 | Stade São Januário (Rio de Janeiro)                      |                                                          |
| | Castro 15e, 85e · Moreno 30e | (2 - 2) | Arteaga 35e · Vargas 40e | Spectateurs : 30 000 Arbitrage : Alberto da Gama Malcher | Spectateurs : 30 000 Arbitrage : Alberto da Gama Malcher |
| La Paz - González, Gadea - Villarreal, R. García, S. García - Castro, Moreno ( Moll), Ayala ( José María García), Bentancour, Martínez | Équipes                      | Félix Torres - Sánchez, Bermeo - Salgado, Vásquez, Marín - Arteaga, E. Cantos, Maldonado, Vargas ( Chuchuca), Pozo ( G. Andrade) |                          | Spectateurs : 30 000 Arbitrage : Alberto da Gama Malcher | Spectateurs : 30 000 Arbitrage : Alberto da Gama Malcher |

| 17 avril 1949                                                                                                   | Bolivie                                              | 3 – 2 | Uruguay                   | Stade São Januário (Rio de Janeiro)                     |                                                         |
| | Ugarte 47e (pen.) · Algarañaz 57e · B. Gutiérrez 66e | (0 - 0) | Moll 49e · Bentancour 70e | Spectateurs : 8 000 Arbitrage : Alberto da Gama Malcher | Spectateurs : 8 000 Arbitrage : Alberto da Gama Malcher |
| Arraya - Alcha, Bustamante - Montaño, Valencia, Cabrera - Algarañaz, Ugarte, Mena ( Rojas), B. Gutiérrez, Godoy | Équipes                                              | La Paz - González, Gadea - Villarreal, R. García, S. García ( Suárez) - Castro, Moreno ( Moll), Ayala, Bentancour, Martínez |                           | Spectateurs : 8 000 Arbitrage : Alberto da Gama Malcher | Spectateurs : 8 000 Arbitrage : Alberto da Gama Malcher |

| 20 avril 1949 | Uruguay               | 2 – 1 | Paraguay        | Stade Pacaembu (São Paulo)                          |                                                     |
| | J. M. García 22e, 69e | (1 - 0) | Arce 65e (pen.) | Spectateurs : 20 000 Arbitrage : Cyril Jack Barrick | Spectateurs : 20 000 Arbitrage : Cyril Jack Barrick |
| Arizábalo - González, Gadea - Villarreal, R. García, S. García - Castro, Moreno, José María García, Bentancour, Suárez | Équipes               | Maciel - Al. González, Céspedes - Negri, Nardelli, Cantero ( Calonga) - Barrios, Vázquez, Arce, Benítez ( Romero), Avalos |                 | Spectateurs : 20 000 Arbitrage : Cyril Jack Barrick | Spectateurs : 20 000 Arbitrage : Cyril Jack Barrick |

| 25 avril 1949 | Uruguay                  | 2 – 2 | Colombie                       | Stade Pacaembu (São Paulo)                               |                                                          |
| | Martínez 57e · Ayala 86e | (0 - 1) | Gastelbondo 27e · A. Pérez 81e | Spectateurs : 14 000 Arbitrage : Alberto da Gama Malcher | Spectateurs : 14 000 Arbitrage : Alberto da Gama Malcher |
| Arizábalo - González, Gadea - Villarreal, R. García, S. García - Castro ( Ayala), Moreno ( Moll), José María García, Bentancour, Suárez ( Martínez) | Équipes                  | Ojeda - Picalúa, Marriaga ( Mejía) - Gastelbondo, Gutiérrez, Guerra - N. Pérez, Ucrós, De León ( Ruiz), Berdugo, García ( A. Pérez) |                                | Spectateurs : 14 000 Arbitrage : Alberto da Gama Malcher | Spectateurs : 14 000 Arbitrage : Alberto da Gama Malcher |

| 30 avril 1949 | Brésil                                                                        | 5 – 1 | Uruguay    | Stade São Januário (Rio de Janeiro)                      |                                                          |
| | Jair 15e, 30e (pen.) · Zizinho 24e · Danilo Alvim 79e · Tesourinha 89e (pen.) | (3 - 1) | Castro 12e | Spectateurs : 45 000 Arbitrage : Alberto da Gama Malcher | Spectateurs : 45 000 Arbitrage : Alberto da Gama Malcher |
| Barbosa - Augusto, Wilson - Ely, Danilo, Noronha - Tesourinha, Zizinho, Octavio ( Nininho( Ademir)), Jair ( Orlando), Simão | Équipes                                                                       | La Paz - González, Gadea - Villarreal, R. García, S. García - Castro, Moreno, José María García, Bentancour ( Moll), Suárez ( Martínez ( Ayala)) |            | Spectateurs : 45 000 Arbitrage : Alberto da Gama Malcher | Spectateurs : 45 000 Arbitrage : Alberto da Gama Malcher |

| 4 mai 1949 | Pérou                                                | 4 – 3 | Uruguay                           | Stade de General Severiano (Rio de Janeiro)      |                                                  |
| | Mosquera 19e · Castillo 43e · Gómez Sánchez 57e, 60e | (2 - 0) | Moll 58e · Castro 61e · Ayala 85e | Spectateurs : 30 000 Arbitrage : Alfredo Alvarez | Spectateurs : 30 000 Arbitrage : Alfredo Alvarez |
| Ormeño - Fuentes ( Arce), Da Silva - Colunga, González, Heredia - Castillo, R. Drago, Gómez Sánchez, Mosquera, Pedraza ( Morales) | Équipes                                              | La Paz - González, Gadea - Villarreal, R. García, S. García - Castro, Moreno ( Moll), Ayala, Bentancour, Martínez ( José María García) |                                   | Spectateurs : 30 000 Arbitrage : Alfredo Alvarez | Spectateurs : 30 000 Arbitrage : Alfredo Alvarez |

| 8 mai 1949 | Chili                                   | 3 – 1 | Uruguay   | Stade de l'Indépendance (Belo Horizonte)       |                                                |
| | Infante 75e, 83e (pen.) · Cremaschi 88e | (0 - 1) | Ayala 35e | Spectateurs : 5 000 Arbitrage : Mario Gardelli | Spectateurs : 5 000 Arbitrage : Mario Gardelli |
| Livingstone - Flores, Negri - Machuca Berríos, Muñoz, Busquets - Castro, Cremaschi, Rojas, Prieto ( Infante), P. López ( Varela) | Équipes                                 | La Paz - González, Gadea - Villarreal, R. García, S. García - Castro, Moll ( Moreno), Ayala, Bentancour, Martínez ( José María García) |           | Spectateurs : 5 000 Arbitrage : Mario Gardelli | Spectateurs : 5 000 Arbitrage : Mario Gardelli |

## Navigation